# Bragging Rights (2010)
Bragging Rights (2010) foi um evento de wrestling profissional em formato pay-per-view produzido pela WWE e realizado no dia 24 de outubro de 2010 no Target Center em Minneapolis, Minnesota. Foi a segunda edição sob o nome Bragging Rights. No evento foram realizadas sete lutas.

## Antes do evento
Bragging Rights teve lutas de wrestling profissional de diferentes lutadores com rivalidades e storylines pré-determinadas que se desenvolveram no Raw, SmackDown e WWE Superstars — programas de televisão da WWE's (WWE). Os lutadores interpretaram um vilão ou um mocinho seguindo uma série de eventos para gerar tensão, culminando em uma ou várias lutas.
A principal rivalidade da brand Raw é entre Wade Barrett e o WWE Champion Randy Orton. No Raw de 4 de outubro, Wade Barrett se tornou o desafiante de Randy Orton pelo WWE Championship, após ganhar uma 20-man Battle Royal.
O PPV também teve a 14-man Interpromotional Elimination Tag team match entre as brands Raw e SmackDown. O capitão da Smackdown era The Big Show, que foi revelado no Friday Night Smackdown do dia 8 de outubro, e a WWE também revelou o capitão da Raw, The Miz no seu site oficial. No Raw de 11 de outubro, lutas qualificatórias para o time do Raw foram anunciadas: R-Truth derrotou Ted DiBiase, John Morrison derrotou Tyson Kidd, Santino Marella derrotou Zack Ryder, Sheamus derrotou Daniel Bryan, CM Punk derrotou Evan Bourne. Na mesma noite, The Miz convidou John Cena para ser parte do Time Raw, mas Cena disse que ele deveria ser o capitão do Time Raw. Então, o GM Anônimo da Raw marcou uma luta sem desqualificação entre os dois, onde o vencedor de tornaria capitão. Miz venceu, mantendo sua posição. No Smackdown de 15 de Outubro, as lutas qualificatórias para o time Smackdown aconteceram: Rey Mysterio derrotou "Dashing Cody Rhodes", Jack Swagger derrotou MVP, Alberto Del Rio derrotou Chris Masters, Edge derrotou Dolph Ziggler e Kofi Kingston derrotou Drew McIntyre. Durante o episódio, Kaval pediu à Big Show para entrar no time Smackdown, mas Big Show só aceitou se Kaval derrotasse ele em uma luta de 5 minutos, na qual, se Kaval aguentasse 5 minutos, se qualificaria. Kaval ganhou, mas Tyler Reks interferiu sua comemoração, desafiando Kaval à por sua classificação em jogo. Teddy Long chega e nega a proposta, mas Kaval aceita. Tyler Reks ganhou a luta, e então se classificou para a Tag Team match. No Raw de 18 de outubro, o retorno de Ezekiel Jackson é revelado , como o sétimo integrante do time Raw.

## Resultados
| Nº                                          | Resultados | Estipulações                                          | Tempo |
| ------------------------------------------- | --- | ----------------------------------------------------- | ----- |
| Dark                                        | Montel Vontavious Porter derrotou Chavo Guerrero | Luta individual                                       | N/A   |
| 1                                           | Daniel Bryan derrotou Dolph Ziggler (com Vickie Guerrero) por submissão | Luta individual interpromocional                      | 16:14 |
| 2                                           | John Cena e David Otunga derrotaram Cody Rhodes e Drew McIntyre (c) | Luta de duplas pelo WWE Tag Team Championship         | 6:29  |
| 3                                           | Ted DiBiase (com Maryse) derrotou Goldust (com Aksana) | Luta individual                                       | 7:29  |
| 4                                           | Layla (com Michelle McCool) (c) derrotou Natalya | Luta individual pelo WWE Divas Championship           | 4:45  |
| 5                                           | Kane (com Paul Bearer) (c) derrotou The Undertaker | Luta Buried Alive pelo World Heavyweight Championship | 16:59 |
| 6                                           | Time SmackDown (Big Show (cap.), Rey Mysterio, Jack Swagger, Alberto Del Rio, Edge, Tyler Reks e Kofi Kingston (com Hornswoggle) derrotou Time Raw (The Miz (cap.), John Morrison, R-Truth, Santino Marella, Sheamus, CM Punk e Ezekiel Jackson) | Luta de septetos de eliminação interpromocional       | 27:45 |
| 7                                           | Wade Barrett (com John Cena) derrotou Randy Orton (c) por desqualificação | Luta individual pelo WWE Championship                 | 14:34 |
| (c) – Refere-se aos campeões antes da luta. | |                                                       |       |

14-man Interpromotional Elimination Tag Team match
| Eliminação | Lutador                              | Equipe                               | Eliminado por                        | Forma                                | Tempo                                |
| ---------- | ------------------------------------ | ------------------------------------ | ------------------------------------ | ------------------------------------ | ------------------------------------ |
| 1          | Santino Marella                      | Raw                                  | Tyler Reks                           | Burning Hammer                       | 02:38                                |
| 2          | Kofi Kingston                        | SmackDown                            | Sheamus                              | High Cross                           | 06:52                                |
| 3          | Jack Swagger                         | SmackDown                            | John Morrison                        | Starship Pain                        | 13:07                                |
| 4          | Tyler Reks                           | SmackDown                            | Sheamus                              | Brogue Kick                          | 14:32                                |
| 5          | Big Show                             | SmackDown                            | N/A                                  | Contagem                             | 15:29                                |
| 6          | Sheamus                              | Raw                                  | N/A                                  | Contagem                             | 15:29                                |
| 7          | R-Truth                              | Raw                                  | Edge                                 | Spear                                | 16:42                                |
| 8          | John Morrison                        | Raw                                  | Edge                                 | Spear                                | 17:09                                |
| 9          | Alberto Del Rio                      | SmackDown                            | CM Punk                              | Back Slide                           | 18:05                                |
| 10         | CM Punk                              | Raw                                  | Rey Mysterio                         | 619 seguido de um Slingshot Splash   | 24:07                                |
| 11         | Ezekiel Jackson                      | Raw                                  | Rey Mysterio                         | 619 seguido de um Springboard Splash | 26:16                                |
| 12         | The Miz                              | Raw                                  | Edge                                 | Spear                                | 34:45                                |
| Vencedor:  | Team Smackdown (Edge e Rey Mysterio) | Team Smackdown (Edge e Rey Mysterio) | Team Smackdown (Edge e Rey Mysterio) | Team Smackdown (Edge e Rey Mysterio) | Team Smackdown (Edge e Rey Mysterio) |